# DJI Phantom
DJI Phantom (精灵) — серия наиболее популярных квадрокоптеров фирмы DJI любительского уровня. Получили свою популярность благодаря относительно низкой стоимости и лёгкости и удобству управления. Передача изображения с бортовой камеры на мобильное устройство пользователя осуществляется с помощью Wi-Fi или собственной технологии Lightbridge.
Phantom предназначен для любительской фото- и видеосъёмки, но также часто используется для развлекательных целей

## Особенности
Каждая новая версия дрона имеет всё больше функций. При этом управление достоточно простое даже для начинающих пилотов.
| Модель                                   | Phantom 1  | Phantom 2  | Phantom 2 Vision | Phantom 2 Vision+ | Phantom FC40 | Phantom 3 Standard | Phantom 3 4K | Phantom 3 Advanced | Phantom 3 Professional | Phantom 4 | Phantom 4 Pro |
| ---------------------------------------- | ---------- | ---------- | ---------------- | ----------------- | ------------ | ------------------ | ------------ | ------------------ | ---------------------- | --------- | ------------- |
| Диаметр (см)                             | 35         | 35         | 35               | 35                | 35           | 35                 | 35           | 35                 | 35                     | 35        | 35            |
| Высота (см)                              | 19         | 19         | 19               | 19                | 19           | 19                 | 19           | 19                 | 19                     | 19        | 19            |
| Мощность (Вт)                            | 3,12       | —          | —                | —                 | 3,12         | —                  | —            | —                  | —                      | —         | —             |
| Полётная масса (г)                       | < 1200     | < 1300     | 1180             | 1284              | 1200         | 1216               | 1280         | 1280               | 1280                   | 1380      | 1388          |
| Макс. скорость (м/с)                     | 10         | 15         | 15               | 15                | 10           | 16                 | 16           | 16                 | 16                     | 20        | 20            |
| Продолжительность полёта (мин)           | —          | 25         | 25               | 25                | 10           | 25                 | 25           | 23                 | 23                     | 28        | 30            |
| Скорость взлёта/снижения (м/с)           | 6          | 6/2        | 6/2              | 6/2               | 6            | 5/3                | 5/3          | 5/3                | 5/3                    | 6/4       | 6/4           |
| Раб. температуры (°C)                    | - 10 до 50 | - 10 до 50 | —                | —                 | - 10 до 50   | 0 до 40            | 0 до 40      | 0 до 40            | 0 до 40                | 0 до 40   | 0 до 40       |
| Макс. высота полета над уровнем моря (м) |            |            |                  |                   |              | 6000               | 6000         | 6000               | 6000                   | 6000      | 6000          |

## Phantom 1

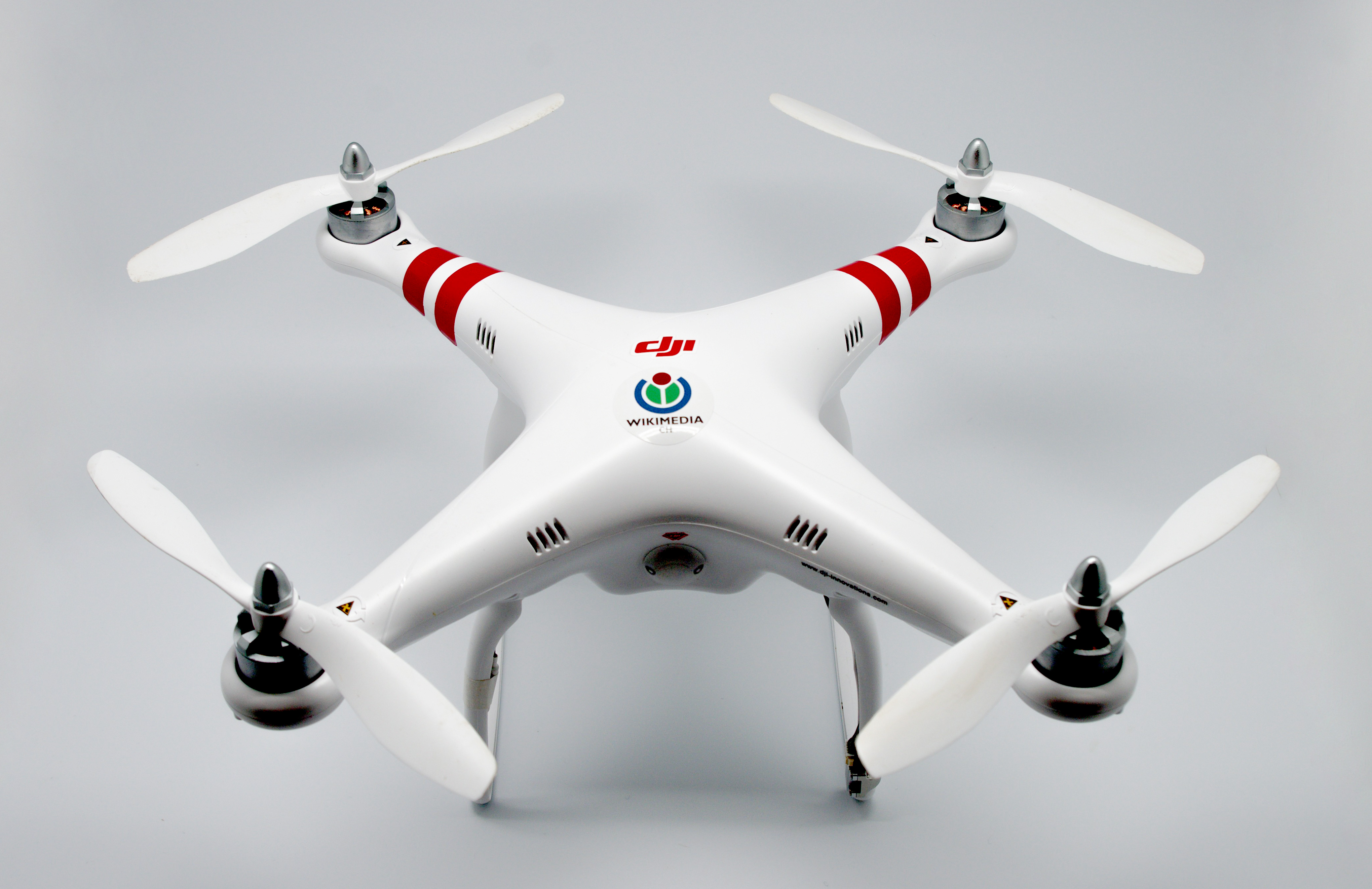
DJI Phantom

DJI Phantom — первый квадрокоптер серии Phantom, представлен в январе 2013 года. В первую очередь он был рассчитан на совместное использование с камерами GoPro. Продолжительность полёта составляла менее 10 минут.

## Phantom 2

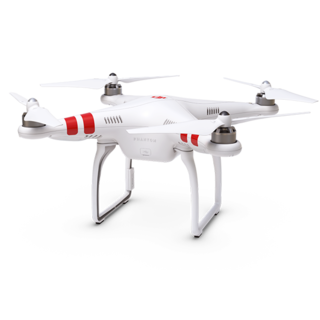
DJI Phantom 2

DJI Phantom 2 представлен в декабре 2013 года. Обновлённая версия получила функцию автовозврата домой. Были увеличены скорость и продолжительность полёта, встроен модуль Wi-Fi появилась поддержка смартфонов, планшетов, умных очков. Можно дистанционно регулировать наклон камеры, её поворот по двум осям

### Phantom 2 Vision

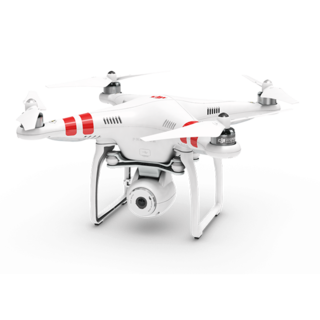
DJI Phantom 2 Vision

DJI Phantom 2 Vision представлен в октябре 2013 года, оснащается фирменными камерой и подвесом, способен вести запись 1080p видео и делать фотографии с разрешением 14 Мп. В комплекте поставляется с картой microSD на 4 ГБ.

### Phantom 2 Vision+

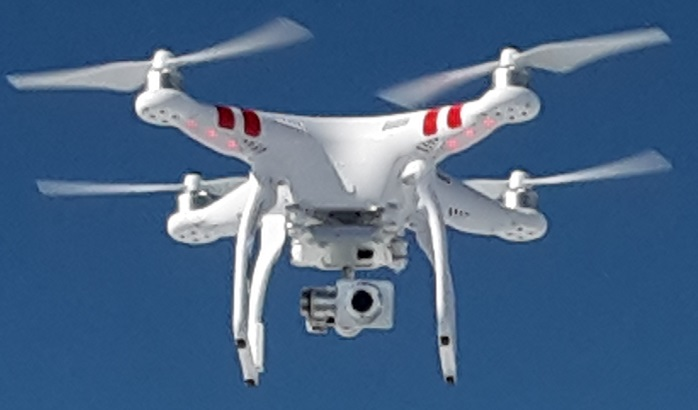
DJI Phantom 2 Vision+

DJI Phantom 2 Vision+ представлен в июле 2014 года, оснащается фирменными камерой и подвесом, способен вести запись 1080p видео и делать фотографии с разрешением 14 Мп. Подвес с камерой стабилизируется по трём осям. Добавлены координаты регионов и зон, где запрещены полёты дрона, например, такие как аэропорты

### Phantom FC40

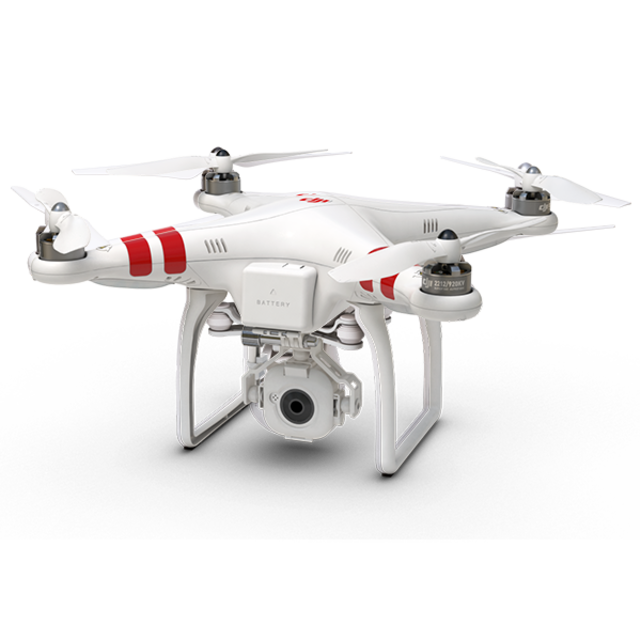
The Phantom FC40

DJI Phantom FC40 представлен в январе 2014 года. Позиционируется как промежуточная модель между Phantom 1 и Phantom 2. Как Phantom 2 Vision и Phantom 2 Vision+ совместим с приложением для iOS или Android, имеет Wi-Fi и GPS-модули. Угол наклона камеры регулируется вручную перед вылетом. Наклон по горизонту возможно регулировать дистанционно во время полёта.

## Phantom 3

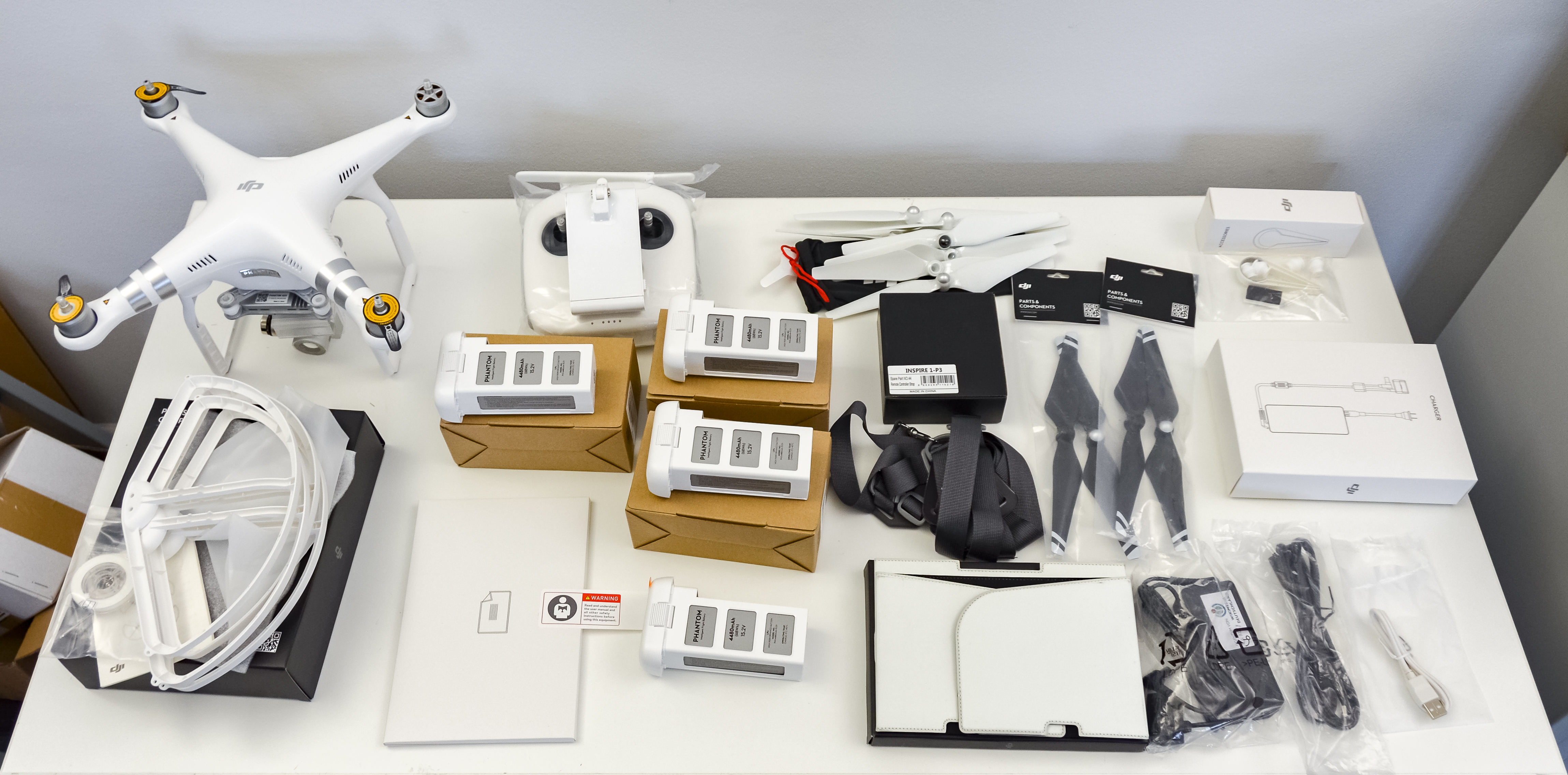
DJI Phantom 3 Advanced с аксессуарами

DJI Phantom 3 имеет модификации Standard, Advanced, Professional, 4K и SE. Способен вести запись видео до 4K и делать фотографии с разрешением 12 Мп.

### Standard
DJI Phantom 3 Standard был представлен в августе 2015 года. Является самой дешёвой модификацией DJI Phantom 3. Способен вести запись видео в 2,7К. Отсутствует поддержка технологии передачи сигнала lightbridge.

### Advanced
DJI Phantom 3 Advanced способен вести запись видео в 2,7К. зарядное устройство имеет мощность в 57 Вт.

### Professional
DJI Phantom 3 Professional способен вести запись видео в 4K. Быстрое зарядное устройство имеет мощность в 100 Вт.
Поддержка была прекращена в 2019 году.

## Phantom 4
В марте 2016 года представлен DJI Phantom 4.
Повышена безопасность за счёт системы облёта препятствий. Данная модель немного тяжелее и больше, чем DJI Phantom 3, но при этом может совершать более длительные полёты на больших скоростях. Максимальная скорость полёта составляет 20 м/с. Во время полёта возможна передача видеосигнала с дрона на пульт управления на дистанции до 7 км.

### Phantom 4 Pro
В ноябре 2016 года представлен DJI Phantom 4 Pro. Имеет матрицу размером 1 дюйм и разрешением в 20 Мп. Добавлены дополнительные датчики и камеры, что позволяет избегать столкновений по 5 направлениям (кроме верхнего). Технология передачи видеопотока Lightbridge теперь поддерживает частоту 5,8 ГГц.
В пульте управления DJI Phantom 4 Pro+ имеется встроенный экран.

## Использование
В большинстве стран мира использование дронов в коммерческих целях всё ещё является полулегальным, необходимые регулирующие законы только обсуждаются или находятся на стадии принятия. Хотя БПЛА уже сейчас применяются для решения широкого круга задач, таких как журналистика, охота за ураганами, построение карт рельефа, охрана окружающей среды, сельское хозяйство, спасательные работы, поиски пропавших, разведывательные работы

## Популярность
Серия квадрокоптеров DJI Phantom стала популярна среди любителей благодаря простому и понятному управлению, надёжности, хорошим лётным характеристикам, качественным камерам и широкой поддержке производителем
На протяжении нескольких лет стенды с дронами DJI были одними из самых популярных на выставке электроники Consumer Electronics Show (CES).
Сообщество энтузиастов SkyPixel помогает владельцам дронов в решении проблем и обучении.

## Происшествия
Одним из самых обсуждаемых происшествий стало падение DJI Phantom на лужайке Белого дома в Вашингтоне.

После ряда таких инцидентов Правительство США и стран Евросоюза ввело запрет на полёты дронов в некоторых зонах, таких как аэропорты.